# Victor Leandro Bagy
Victor Leandro Bagy, cunoscut ca Victor (n. 21 ianuarie 1983) este un fost fotbalist brazilian care a jucat pentru Atlético Mineiro.

## Honours
Paulista
- Copa do Brasil: 2005

Grêmio
- Campeonato Gaúcho: 2010

Atlético Mineiro
- Campeonato Mineiro: 2013
- Copa Libertadores: 2013

Brazilia
- Cupa Confederațiilor FIFA: 2009

### Meciuri la națională
| Națională | An    | Meciuri | Goluri |
| --------- | ----- | ------- | ------ |
| Brazilia  | 2010  | 4       | 0      |
| Brazilia  | 2011  | 1       | 0      |
| Brazilia  | 2013  | 1       | 0      |
| Brazilia  | 2014  | 0       | 0      |
| Total     | Total | 6       | 0      |

## Legături externe
- Site oficial Arhivat în 17 mai 2014, la Wayback Machine. pt
- zerozerofootball.co.uk Arhivat în 21 iunie 2012, la Wayback Machine.